# Nachala (Haifa)

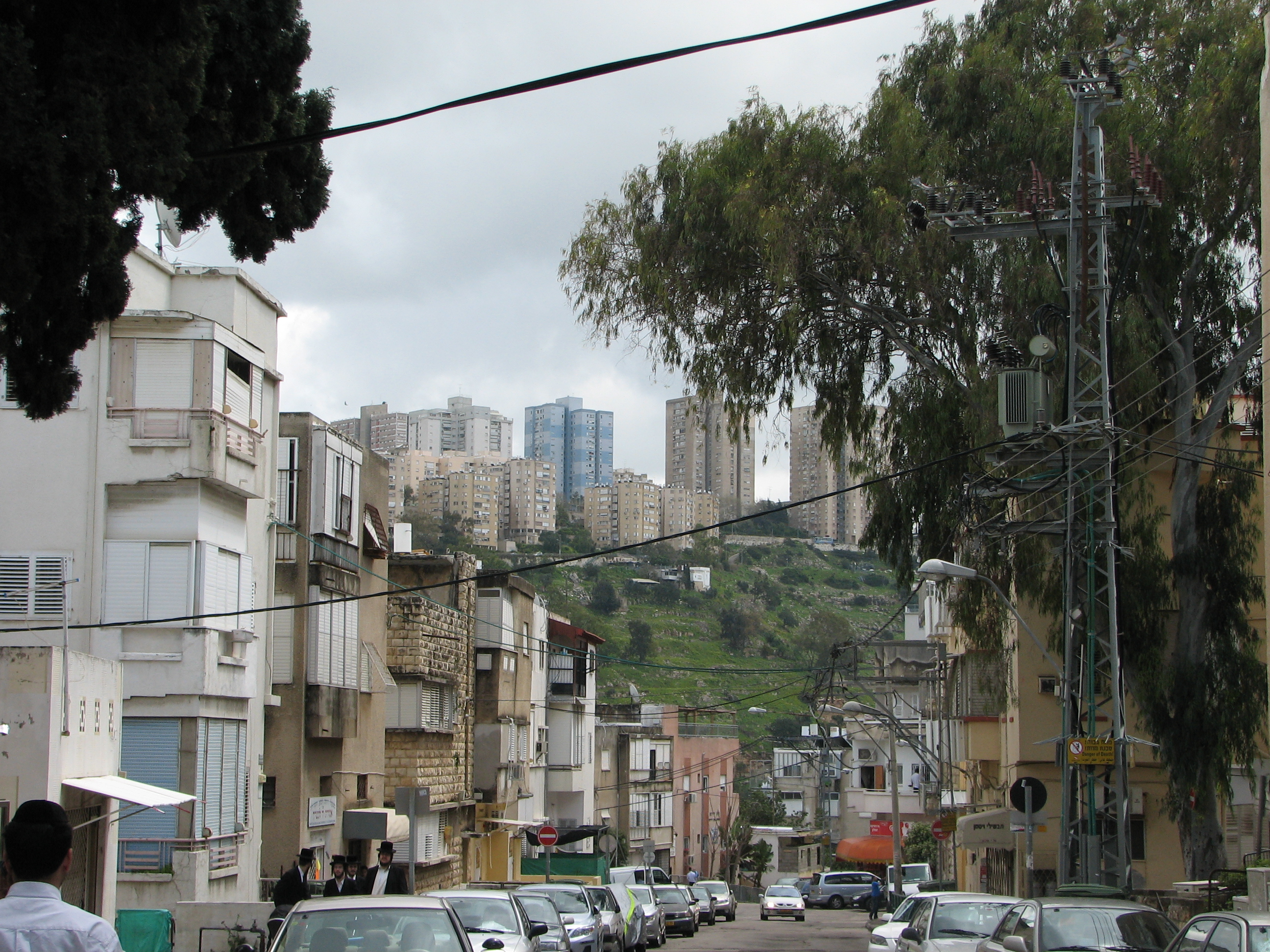
Zástavba ve čtvrti Nachala, ulice Micha'el

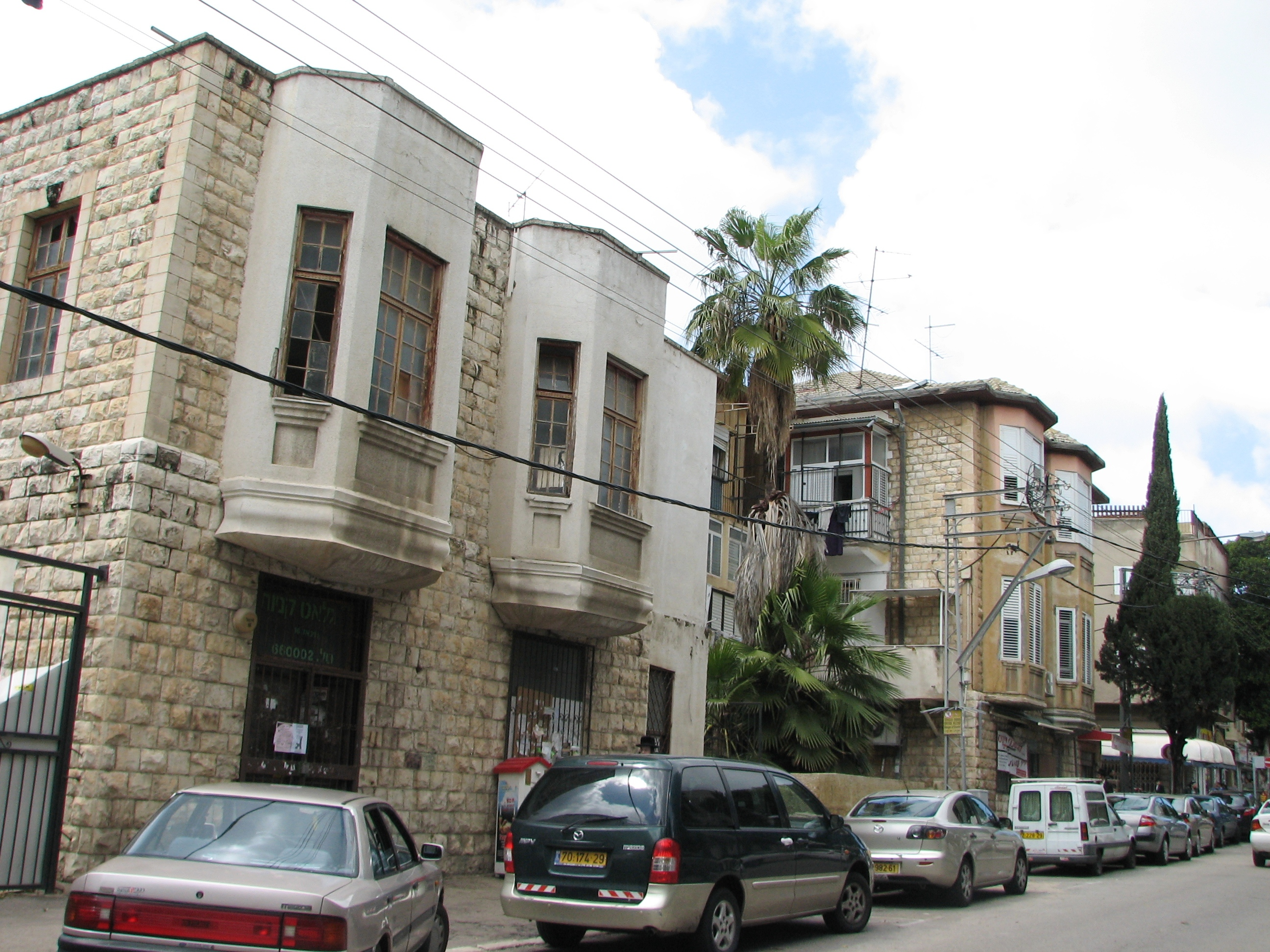
Zástavba ve čtvrti Nachala, ulice Micha'el

Nachala (hebrejsky: נחלה) je čtvrť v centrální části Haify v Izraeli. Nachází se v administrativní oblasti Hadar, na okraji pohoří Karmel.

## Geografie
Leží v nadmořské výšce necelých 100 metrů, cca 1,5 kilometru jihovýchodně od centra dolního města. Na severu s ní sousedí čtvrť Vádí Salib, na severozápadě Hadar ha-Karmel, na západě Ge'ula, na jihu Ramat Hadar a Ramat Vižnic, na jihovýchodě Chalisa a na východě zástavba centra města podél ulice Kibuc Galujot. Zaujímá polohu na sídelní terase, která leží na severním úpatí pohoří Karmel a je na východě ohraničena zářezem údolí vádí Nachal Giborim. Hlavní dopravní osou je ulice Herzl. Populace je židovská, bez výraznějšího arabského prvku.

## Dějiny
Výstavba tu začala ještě ve 20. a 30. letech 20. století za mandátní Palestiny. Rozvoj širšího celku čtvrti Hadar navrhl architekt a urbanista Richard Kaufmann jako komplex zahradních předměstí, jednímž z nich se Nachala stala.